# Arnoldo di Lubecca
Arnoldo di Lubecca (in tedesco Arnold von Lübeck; 1150 circa – Lubecca, 27 giugno 1211 o 1214) è stato un abate e storico tedesco, cronista.

## Biografia
Arnoldo crebbe, secondo la sua stessa testimonianza, alla corte dei Welfen. Egli ricevette la sua formazione come monaco benedettino nella chiesa di sant'Egidio a Braunschweig, il monastero proprietario dei Welfen. Dal 1177 fu abate del monastero di San Giovanni di Lubecca. 
Egli fu cronista dei suoi tempi e traduttore.

## Opere
La Arnoldi Cronica Slavorum
Arnoldo scrisse la Arnoldi Cronica Slavorum, che era, per sua stessa ammissione, la continuazione della Chronica Slavorum di Helmold di Bosau. Essa tratta gli avvenimenti riguardanti i popoli slavi dal 1171 al 1209. Egli rivolge principalmente la sua attenzione alla storia di Enrico il Leone e dei suoi figli, ed anche a quella dei Welfen, terminando con l'imperatore Ottone IV. Le prime analisi dell'opera di Arnoldo mostravano una forte inclinazione dell'autore a favore della casa dei Welfen. Tuttavia ricerche più moderne hanno evidenziato che, pur con una predilezione per la famosa famiglia tedesca, Arnoldo si esprime nella Cronaca anche con toni piuttosto critici verso i membri di tale casato. Viene dedicata una descrizione dettagliata alle crociate di quei tempi.
Gregorius
Arnoldo tradusse in latino, su commissione di Guglielmo di Lüneburg, uno dei figli di Enrico il Leone, il poema in versi scritto in alto tedesco medio da Hartmann von Aue, Gregorius oder der gute Sünder (Gregorio ovvero il buon peccatore), ripreso da Hartmann da una vecchia leggenda francese Vie du pape Gregoire. Egli procedette alla traduzione secondo i dettami del committente: «nec verbo verbum verbum secundum poetam curabo reddere fidus / interpres, / sed hystoriam sequens, quod ex relacione veridica intellexi, ad edificacionem auditorum propalabo / et res si qua mihi mistica corde datur.» (Prefacio Z. 9-13). Ciò significa che egli non procedette ad una traduzione rigidamente letterale, ma  scrisse ciò che a lui pareva fosse la verità. Sui motivi dell'incarico oggi la ricerca non è concorde: probabilmente non era giusta né la supposizione di Arnold, che Guglielmo gli avesse commesso la traduzione per esercizio, né che, come spesso si trova nei rapporti delle ricerche in merito, a Lüneburg nessuno capisse l'alto tedesco medio. Arnoldo stesso esprime più volte la propria contrarietà all'opera e spiega nella Prefazione (Prefazio Z. 6) ciò che abitualmente non vi si trova.

### Edizioni delle opere
- Arnoldi chronica Slavorum. ex rec. I. M. Lappenbergii in usum scholarum ex Monumentis Germaniae Historicis recudi fecit Georgius Heinricus Pertz (Monumenta Germaniae Historica 14). Unveränd. Nachdr. d. Ausg. von 1868. Hannover: Hahn 1978 ISBN 3-7752-5307-6 (Digitalisat der Ausgabe 1898 im Internet Archive)
- Die Chronik Arnolds von Lübeck. Nach der Ausgabe der Monumenta Germaniae übersetzt von Johann Christian Moritz Laurent. Mit einem Vorwort von Johann Christian Moritz Laurent. Neu bearbeitet von Wilhelm Wattenbach (Die Geschichtsschreiber der deutschen Vorzeit. Zweite Gesamtausgabe Bd. 71), dritte, unveränderte Aufl., Leipzig 1940.
- Gesta Gregorii peccatoris. Unters. u. Ed. von Johannes Schilling. Göttingen: Vandenhoeck & Ruprecht 1986 (Palaestra; Bd. 280), Zugl.: Göttingen, Univ., Diss. 1980/81 ISBN 3-525-20553-8 (Digitalisat der Bayerischen Staatsbibliothek)

### Critica
in lingua tedesca, salvo diverso avviso:
- Anna-Therese Grabkowsky: Abt Arnold von Lübeck In: Silke Urbanski, Christian Lamschus und Jürgen Ellermeyer (Hrsg.). Recht und Alltag im Hanseraum, Festschrift für Gerhard Theuerkauf zum 60. Geburtstag, Lüneburg 1993, S. 207–231.
- Bernd Ulrich Hucker: Die Chronik Arnolds von Lübeck als „Historia Regum" In: Deutsches Archiv für Erforschung des Mittelalters 44 (1988). S. 98–119
- Jens-Peter Schröde: Arnolds von Lübeck 'Gesta Gregorii Peccatoris': eine Interpretation, ausgehend von einem Vergleich mit Hartmanns von Aue 'Gregorius'. Frankfurt am Main; New York: P. Lang 1997 (Hamburger Beiträge zur Germanistik, Bd. 23)
- Arnold von Lübeck in: Allgemeine Deutsche Biographie (ADB), pp. 582 - 583
- Stephan Freund/Bernd Schütte (Hrsg.): Die Chronik Arnolds von Lübeck. Neue Wege zu ihrem Verständnis (Jenaer Beiträge zur Geschichte Bd. 10), Frankfurt am Main u. a. 2008.
- Volker Scior: Das Eigene und das Fremde. Identität und Fremdheit in den Chroniken Adams von Bremen, Helmolds von Bosau und Arnolds von Lübeck. Berlin 2002, ISBN 3-05-003746-6. (Rezension)